# Dodge Magnum (B-Body)
Unter der Bezeichnung Dodge Magnum verkaufte der US-amerikanische Automobilhersteller Chrysler 1978 und 1979 ein auf der konzerneigenen B-Plattform (B-Body) basierendes zweitüriges Personal-Luxury-Coupé, das technisch und stilistisch vom Dodge Charger SE abgeleitet und damit ein Schwestermodell auch des Chrysler Cordoba war. Er war der erste einer Reihe sehr unterschiedlicher Autos der Marke Dodge, die den Namen Magnum trugen. Richard Petty und andere Fahrer setzten die B-Body-Magnums kurzzeitig erfolglos bei NASCAR-Rennen ein.

## Entstehungsgeschichte

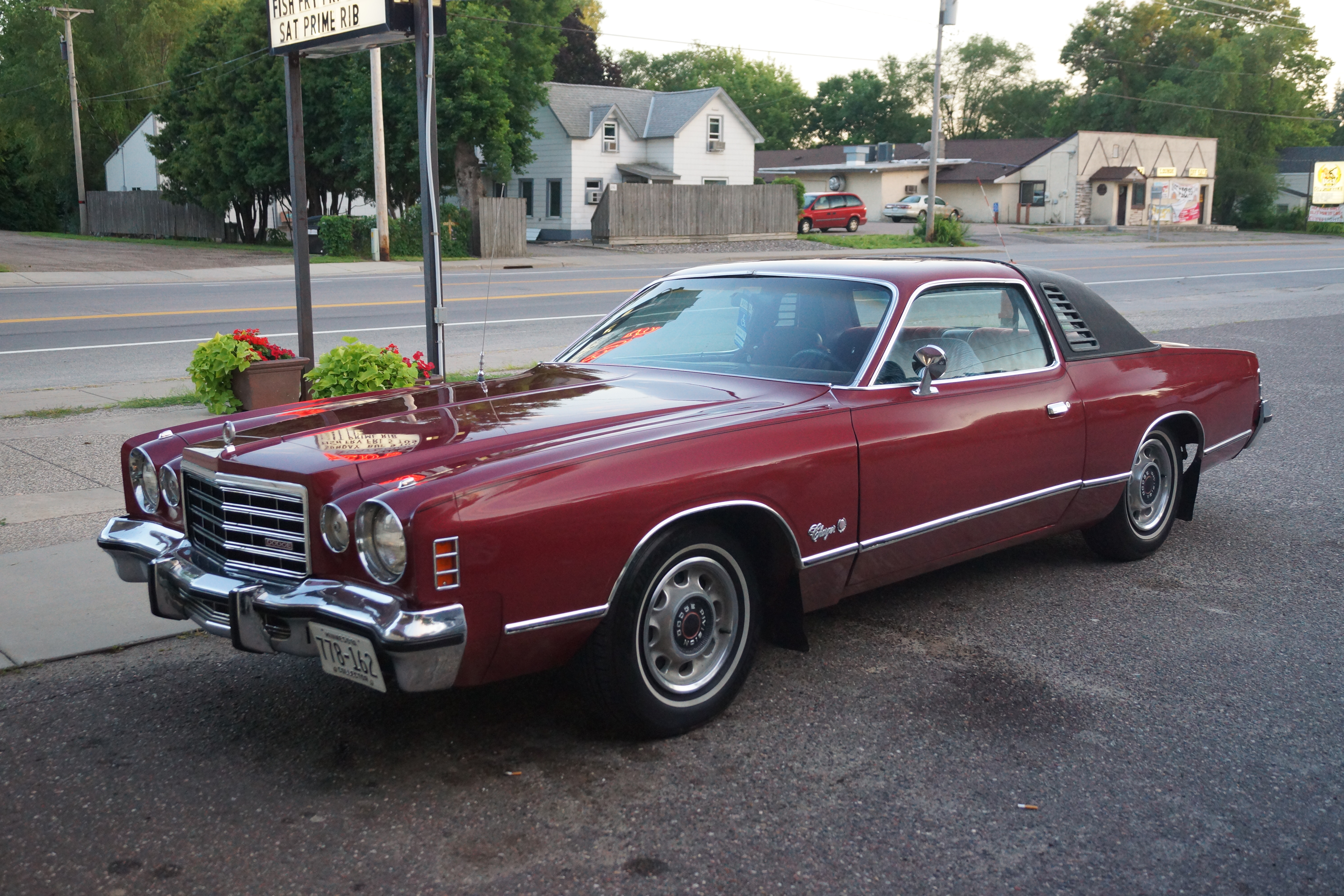
Schwestermodell: Dodge Charger S/E

Chrysler, der kleinste der drei großen US-amerikanischen Automobilhersteller, war seit Beginn der 1970er-Jahre wirtschaftlich in Schwierigkeiten und stand am Ende des Jahrzehnts kurz vor der Insolvenz. Der Konzern verwendete in dieser Zeit für seine Fahrzeuge meist veraltete, auf die 1960er-Jahre zurückgehende Technik, die immer wieder variiert wurde. Bekannte Modelle erhielten mehrfach neue Namen, um die Entwicklung neuer Autos zu suggerieren; teilweise wurden Modellbezeichnungen höherwertiger Baureihen auf preiswertere Modelle heruntergebrochen (sog. Badge Shifting).
Ein Beispiel dafür ist der Name Charger, der nach Ansicht von Automobiljournalisten im Laufe der 1970er-Jahre „völlig verwässert“ wurde. 1966 hatte Dodge den Charger auf den Markt gebracht, ein sehr leistungsstarkes Muscle Car, das das Image der Marke in späten 1960er- und frühen 1970er-Jahre prägte. Mit Beginn des Modelljahrs 1975 änderte Dodge die Marktposition des Charger von einem sportlichen Coupé hin zu einem Personal Luxury Car. Die Bezeichnung Charger fand sich nun bei der neu eingeführten Dodge-Version des Chrysler Cordoba. In dieser Form blieb der Charger in der S/E- und in der Daytona-Version bis 1979 im Programm.
Der Charger S/E verkaufte sich wesentlich schlechter als der weitestgehend identische Chrysler Cordoba; der Konzern konnte bis 1979 fast fünfmal so viele Cordobas absetzen wie Chargers. Um der Marke im Segment der Personal Luxury Cars einen neuen Impuls zu geben, ersetzte Dodge den Charger S/E zum Modelljahr 1978 durch ein neues Modell, das technisch dem Charger entsprach, optisch aber in wesentlichen Details überarbeitet war. Das neue Coupé erhielt die Modellbezeichnung Magnum, die Dodge bis dahin nicht verwendet hatte. Das Auto war angeblich aerodynamisch günstiger gestaltet und sollte sportlich ausgerichtete Fahrer ansprechen. 1978 standen der alte Charger S/E und der Magnum noch nebeneinander im Programm; allerdings baute Dodge in diesem Jahr nur noch etwa 2.800 Charger, mit denen vorhandene Teile aufgebraucht werden sollten. Ab Frühjahr 1978 und im gesamten Modelljahr 1979 wurde dann nur noch der Magnum verkauft. Zum Modelljahr 1980 führte Dodge das neue Coupé Mirada ein, das sowohl den Platz des Charger S/E als auch den des Magnum einnahm.

## Modellbeschreibung

### Fahrwerk
Der Dodge Magnum baut auf Chryslers 1961 eingeführter B-Plattform auf. Er war das letzte neu eingeführte Modell des Konzerns mit dieser technischen Basis. Grundlage ist ein Kastenrahmen. Die Vorderräder sind an Querlenkern mit Drehstabfedern aufgehängt, hinten ist es eine Starrachse mit Blattfedern.

### Design

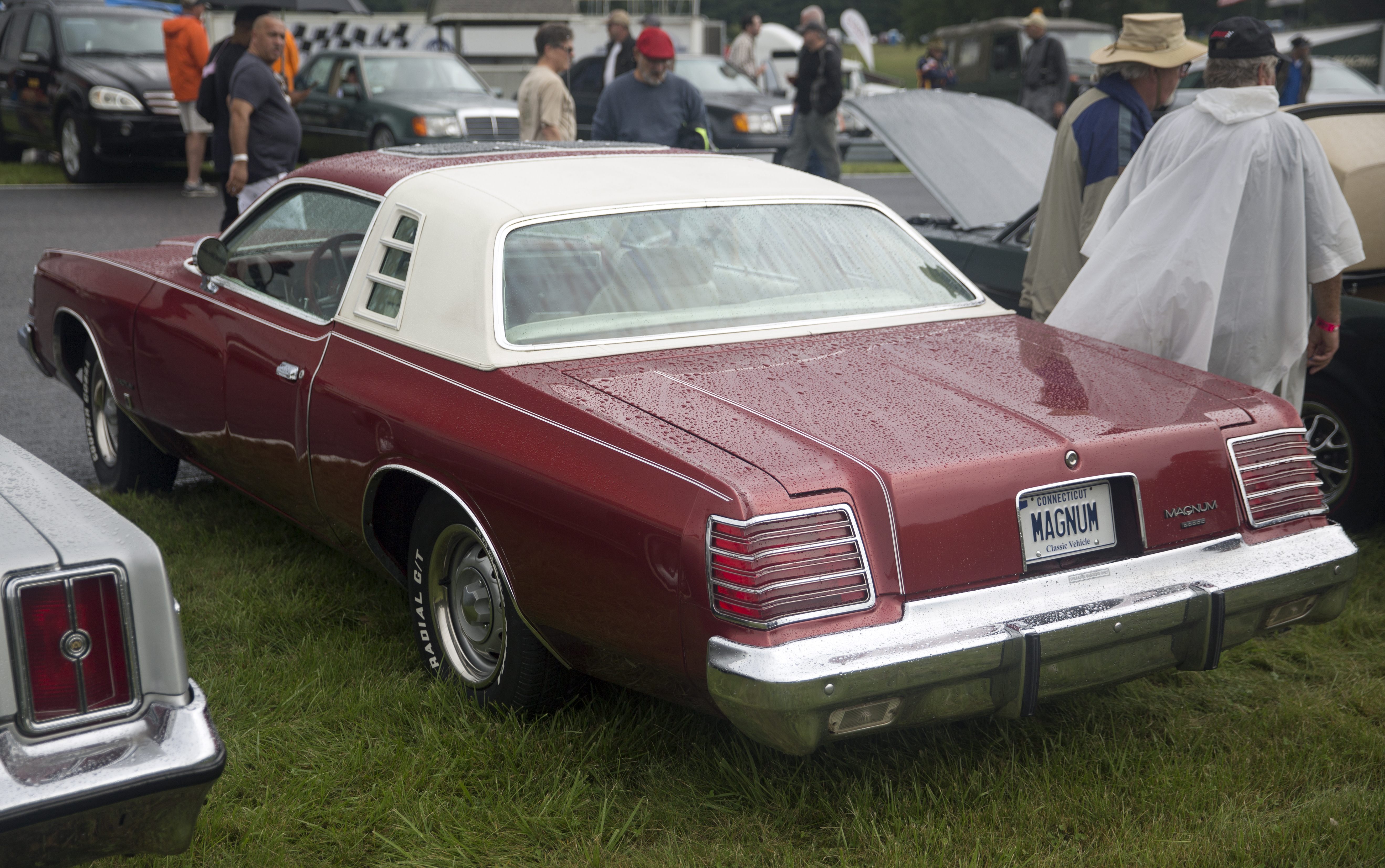
Heckpartie des Magnum

Der Magnum war ausschließlich als zweitüriges Stufenheckcoupé erhältlich. Seine Rohkarosserie einschließlich der Verglasung entspricht der des Chrysler Cordoba und des Dodge Charger S/E. Auch die grundsätzlichen Abmessungen dieser Autos sind gleich. In erster Linie unterscheidet sich der Magnum vom Charger durch eine eigenständige Frontpartie. Während der Charger (ebenso wie der Cordoba) Rundscheinwerfer hat, erhielt der Magnum vier kleine rechteckige Scheinwerfer, die sich – angeblich aus aerodynamischen Gründen – hinter einer Abdeckung aus Plexiglas befanden. Da seinerzeit in den USA Scheinwerfer noch nicht hinter Glas angebracht werden durften, ist die Abdeckung beweglich: Beim Einschalten der Beleuchtung schwenkt sie nach unten weg. Dieses Stylingmerkmal übernahm Dodge 1979 für seine Full-Size-Limousine St. Regis. Eigenständig ist auch der hervorstehende Kühlergrill des Magnum, der horizontale Streben hat; dieses Merkmal fand sich ab 1980 auch beim Dodge Mirada. Neu waren schließlich die äußeren Türbleche, die die Wölbung der Kotflügel fortsetzen und Kotflügelverbreiterungen andeuten sollen. Das Dachteil über den Rücksitzen ist mit farbigem Vinyl bezogen; die hinteren Seitenfenster sind anders geformt als die des Charger S/E. Die Heckpartie entspricht stilistisch der des Charger S/E.
Auf Wunsch war für den Magnum ein sogenanntes T-Top lieferbar, d. h. eine Dachkonstruktion mit zwei herausnehmbaren Teilen über dem Fahrer- und dem Beifahrersitz sowie einer fest stehenden Verstrebung zwischen der Windschutzscheibe und dem hinteren Dachteil.

### Motorisierung
Der Dodge Magnum wird von Achtzylinder-V-Motoren aus dem Baukasten des Chrysler-Konzerns angetrieben. 1978 bot Dodge drei Hubraumvarianten mit insgesamt vier Leistungsstufen von 140 bis 190 SAE-PS an, 1979 waren zwei unterschiedlich große Motoren mit drei Leistungsstufen von 135 bis 195 SAE-PS erhältlich.
| Motorisierungen des Dodge Magnum | Motorisierungen des Dodge Magnum | Motorisierungen des Dodge Magnum | Motorisierungen des Dodge Magnum |
| Modelljahr                       | 5211 cm³ V8 (318 cui)            | 5899 cm³ V8 (360 cui)            | 6554 cm³ V8 (400 cui)            |
| -------------------------------- | -------------------------------- | -------------------------------- | -------------------------------- |
| 1978                             | 140 SAE-PS                       | 155 SAE-PS 170 SAE-PS            | 190 SAE-PS                       |
| 1979                             | 135 SAE-PS                       | 150 SAE-PS 195 SAE-PS            | --                               |

### Gewicht
Der Dodge Magnum, der ähnlich wie der Chrysler Cordoba und der Dodge Charger S/E umfangreich ausgestattet war und elektrisch betriebene Fensterheber und Sitzversteller hatte, war ein schweres Auto. Im ersten Modelljahr wog ein mit dem kleinsten Motor ausgestattetes Exemplar etwa 1950 kg (leer). Für das Modelljahr 1979 erreichte Chrysler durch gezielte Überarbeitung eine Gewichtsreduzierung um ca. 100 kg.

## Varianten
Dodge bot den Magnum in zwei Varianten an:
- Der Magnum XE war die komfortorientierte Version.
- Der Magnum GT (für Gran Turismo) war sportlicher aufgemacht. Der GT hat breitere Reifen, breiter ausgestellte Radläufe, einen lackierten Instrumententräger und ein Dreispeichenlenkrad.[3]

## Preise
In seinem ersten Modelljahr war der Magnum XE mit einem Grundpreis von 5.509 US$ knapp 150 Dollar teurer als der Charger SE. 1979 stieg der Grundpreis für den Magnum auf 6.039 US$.

## Produktion
Der Dodge Magnum wurde in Chryslers Werk im kanadischen Windsor gebaut.
1978 stellte Chrysler insgesamt 55.431 Magnums her, verkauft wurden davon 47.827 Autos (gegenüber nur 2735 vom Charger SE). Im Modelljahr 1979 belief sich die Produktion auf 30.354 Fahrzeuge, von denen 25.367 Stück im gleichen Jahr verkauft wurden. Der Abverkauf der letzten Fahrzeuge zog sich bis ins Frühjahr 1981 hin.

## Motorsport
Der US-amerikanische Rennfahrer Richard Petty, der in den 1970er-Jahren eng mit Chrysler verbunden war, setzte ab 1978 einen überarbeiteten Magnum in der NASCAR Cup Series ein. Das Auto erreichte eine Höchstgeschwindigkeit von 310 km/h. Nach einigen Anfangserfolgen – Petty wurde Zweiter beim Daytona 125 und führte 30 Runden lang beim Daytona 500 – brach die Leistung der Autos ein. Die Motoren verloren ihre Standfestigkeit, und Petty hielt das Auto bei Höchstgeschwindigkeit für „unfahrbar“. Weil Chrysler aus wirtschaftlichen Gründen keine Werksunterstützung leisten konnte, wechselte Richard Petty im Laufe der Saison zu Autos von General Motors. Sein Sohn Kyle fuhr bei seinem Debütrennen einen von Richard Pettys 1978er Magnums. Daneben brachten einige kleinere Teams den Magnum bis 1981 vereinzelt an den Start.